# Януш Мазовецкий
Я́нуш Мазове́цкий (пол. Janusz I Starszy; ок. 1346 — 8 декабря 1429) — князь варшавский (с 1373 или 1374). Старший сын мазовецкого князя Земовита III от первого брака с силезской княжной Евфимией Опавской. В 1381 году после смерти своего отца Януш унаследовал большую часть отцовского домена (цехановскую, черскую и ломжинскую земли). С 1391 года также князь подлясский.

## Происхождение

Собственный герб князя Януша

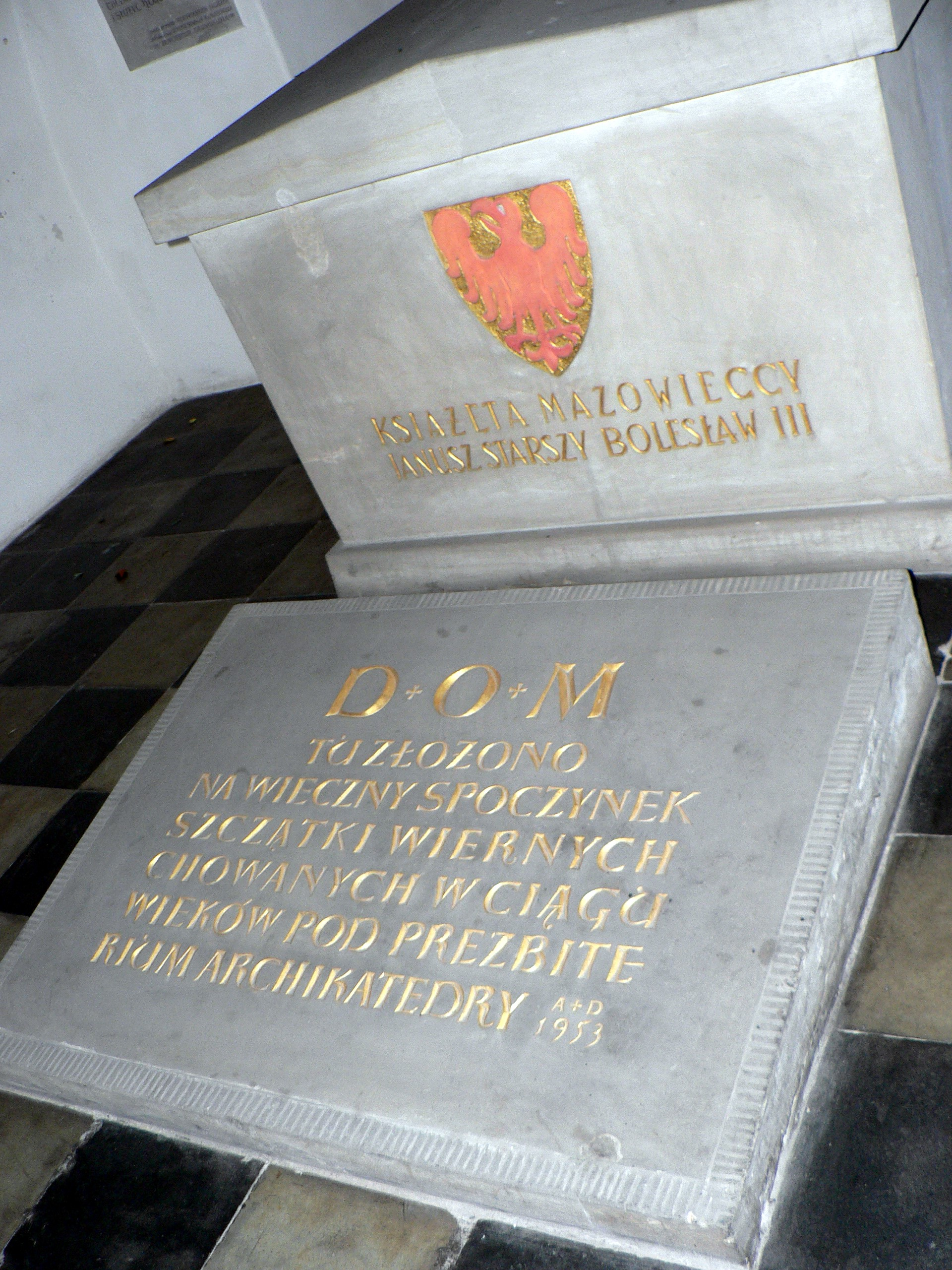
Место погребения Януша Мазовецкого и его сына Болеслава III, Собор Святого Иоанна (Варшава)

Януш был старшим сыном Земовита III и Эвфимии Опавской. Долгое время датой рождения Януша считался 1329 год, по ошибке приведённый польским хронистом Яном Длугошем. Современные исследователи полагают, что он родился около 1346 года. Эта версия основывается на том, что в 1373 или 1374 году Янушу был выделен собственный удел с центром в Варшаве. Иногда в качестве даты рождения князя приводят 1352 год. После смерти Земовита в 1381 году его земли были поделены между Янушем и его братом Земовитом IV. Старшему брату отошли земли: нурская, ливская, ломжинская, вышогрудская и закрочимская.

## Годы княжения

### Внешняя политика
Во внешней политике Януш опирался на поддержку Королевства Польского. Свидетельством его лояльности польским правителям было принятие им оммажа в 1373, 1383 и 1387 годах. В отличие от старшего брата, Земовит стремился использовать слабости дома Анжу, чтобы самому получить королевскую корону. После смерти короля польского и венгерского Людовика Януш признал право Ядвиги на польский престол. В 1383 году он отправился в Буду, где предложил королеве военную помощь. За поддержку Януш получил право на прибыль с соляных шахт в Бохне в 24 тысячи флоринов в год.
Причиной не особой заинтересованности Януша в польских делах могло быть его вмешательство в гражданскую войну в Великом княжестве Литовском. В 1382 году, воспользовавшись междоусобной борьбой князей Кейстута и Ягайло, Януш предпринял поход на принадлежавшие Кейстуту земли Подляшья — занял Дорогичин и Мельник, но не смог взять Берестье. В том же году победивший в борьбе с Кейстутом Ягайло отвоевал захваченные Янушем земли. Не желая отягощать ситуацию, Януш холодно принял своего шурина Витовта (сына Кейстута), бежавшего из плена Ягайло. После того как Витовт отказался принять крещение от Януша, тот отправил его со своих земель. Витовт был вынужден обратиться за поддержкой к Тевтонскому ордену.
Отношения Януша с Ягайло нормализовались к 1387 году. Мазовецкий князь признал его в качестве короля польского и своего сюзерена и принял участие в поездке в Вильну в целях христианизации Литвы. Хороших отношений с Ягайло не испортил и факт визита в Мазовию вновь взбунтовавшегося Витовта, о чём свидетельствует передача Янушу в 1391 году спорного Подляшья с Дорогичином.
Добрые отношения Януша с Польшей и Литвой ставили Мазовию под угрозу со стороны крестоносцев. В 1393 году Януш был похищен рыцарями из пограничной крепости Златория и доставлен к великому магистру Конраду фон Юнгингену в Мариенбург. Возможно, этой акцией крестоносцы хотели спровоцировать неготовую к войне Польшу к началу конфликта. Тем не менее, вскоре Януш оказался на свободе и это происшествие никак не повлияло на мазовецко-польские отношения.
В 1409—1411 годах Януш участвовал в Великой войне на стороне польско-литовского союза. Под Червиньском, находящимся во владении князя, было назначено место сбора войск. 15 июля 1410 года Януш принял участие в знаменитой Грюнвальдской битве, возглавляя отдельную хоругвь. Мазовецкий князь активно проявил себя и на завершающем этапе войны, получив за это от короля бывшие замки крестоносцев в Нидзице, Оструде и Ольштыне. Впрочем, после того, как полякам не удалось взять столицу крестоносцев замок Мариенбург, был подписан мир, по условиям которого переданные Янушу земли возвращались в состав Ордена.
Когда в 1414 году началась новая война с Орденом, Януш снова поддержал своего сюзерена. В этот раз, вероятно, из-за возраста, сам он в кампании не участвовал, отправил на войну сына Болеслава.

### Внутренняя политика
Во внутренней политике Януш проводил глубокую реформу уклада хозяйства, основанную на расширении практики наделения городов так называемым Кульмским правом. 24 города были наделены магдебургским правом, в том числе Черск (pl.) (1383), Цеханув (1400), Ружан (1403), Новая Варшава (pl.) (1408), Ломжа (1418), Макув-Мазовецки, и Минск-Мазовецки (1421), Тыкоцин (1425), Пшасныш и Остроленка (1427) и Каменьчик (pl.) (1428). Чрезвычайно важным шагом стало перенесение в 1406 году резиденции князя из пришедшего в упадок Черска в процветающую Варшаву, обозначенное приданием варшавскому костёлу святого Иоанна статуса коллегиального и строительством замка.

## Семья
Януш был женат на дочери литовского князя Кейстута Дануте, наречённой в крещении Анной. У Януша и Дануты было трое сыновей: Януш, Болеслав и Конрад. Так как Януш Мазовецкий пережил всех своих детей, он завещал княжество своему внуку Болеславу, названному в честь отца, князя Болеслава III. Скончался Януш 8 декабря 1429 года в костёле святого Иоанна в Варшаве, где и был похоронен рядом со своим сыном князем Болеславом III. После смерти Януша Мазовецкого до 1436 года княжеством управляла его невестка, вдова Болеслава III княгиня Анна Фёдоровна, бывшая регентшей при их сыне князе Болеславе IV.

## Увековечение памяти
- В честь Януша названа улица в Варшаве — Księcia Janusza
- В честь Януша Мазовецкого названа станция метро линии M2 Варшавского метрополитена — Księcia Janusza, в переводе с польского языка — «Князя Януша»

### В кино
- «Крестоносцы» / «Krzyzacy» (Польша; 1960) режиссёр Александр Форд, в роли князя Януша I Мазовецкого — Тадеуш Бялощиньский.
- «Перстень княгини Анны» / «Pierścień księżnej Anny» (Польша; 1970) режиссёр Мария Каневская, в роли князя Януша I Мазовецкого — Анджей Шалявский.